# Romano Scarpa
| Portal | Portal:Disney |

Romano Scarpa (født 27. september 1927 i Venedig, død 23. april 2005 i Málaga) var en italiensk Anders And- og Mickey Mouse-tegner.
I Danmark blev han kendt for de gode historier i Jumbobøgerne, som det danske Serieforlaget, en underafdeling af Gutenberghus (nu Egmont Serieforlaget) begyndte at udgive i 1968. 
Scarpa begyndte i 1953 at arbejde for Mondadori, et italiensk forlag og Disney-licenshaver. Her tegnede han Anders And, Onkel Joakim, Mickey Mouse, og ikke mindst den italienske opfindelse Stålanden (Paperinik). Han har også gennem årene opfundet flere af de i jumbobøgerne så kendte bifigurer som f.eks. Joakim von Ands beundrer Mary Moseand, Hilda, Rip, Rap og Rups teenageveninde Anita og den knap så vellykkede Bip-Bip (Atomino Bip-Bip).
Scarpas streg er let genkendelig, dynamisk og med masser af fart over feltet i historierne. Hans tegnestil har dog som de fleste andre tegneres ændret sig igennem årene. Scarpa beherskede både ænder og mus med sikker hånd, mens han førte os igennem det ene krimimysterium efter det andet, indimellem afbrudt af et eller andet vanvittigt optrin, som regel med nogle af de sære bifigurer, som han også tit brugte.
I dag har andre italienske og en enkelt dansk tegner Flemming Andersen overtaget i jumbobøgerne, men engang imellem dukker en enkelt Scarpa-historie med for eksempel Joakim von And op, som en glædelig overraskelse for læseren.